# Peter Sandelin
Peter Johan Sandelin, född 30 maj 1930 i Jakobstad, Finland, död 16 februari 2019 i Helsingfors, var en finlandssvensk poet och bildkonstnär. Han var bosatt i Helsingfors. 
Sandelin debuterade som poet 1951 med Ur svalans loggbok på Schildts förlag och skrev i en modernistisk tradition. Förebilder till hans diktning anses vara Gunnar Björling och Rabbe Enckell.
Författaren belönades med Svenska Akademiens Finlandspris 2005.
Sandelin var även bildkonstnär. Han studerade vid Fria konstskolan 1953 och Helsingfors universitets ritsal 1954–55. Han hade flera separatutställningar som kulminerade i den retrospektiva utställningen på Amos Andersons konstmuseum i Helsingfors 2000. Hans abstrakta måleri, ofta i litet format, var intimt och behärskat, i samklang med bildspråket i lyriken.

## Priser och utmärkelser
- 1990 – Tollanderska priset
- 2001 – Pro Finlandia-medaljen[6]
- 2005 – Svenska Akademiens Finlandspris